# 静岡ジムラッツ
静岡ジムラッツ（SHIZUOKA GYMRATS）は、米国のバスケットボールチームである。

## 歴史
SHIZUOKA GYMRATSは、アメリカのABAトラベリングチームとして2010年より参戦。日本人を中心としたチーム構成をとっている。
チームのメンバーは、日本GYMRATSの発起人の岡田卓也が選別を行っている。
2010-11年シーズンは1勝18敗という結果となった。
2010-11シーズンよりABAへの参加が決定。
日本人チームによる北米プロバスケリーグ参戦は2009年にIBLに参加したニッポン・トルネードに続き2チーム目であった。岡田の地元である静岡県を本拠地としてチーム名を「SHIZUOKA GYMRATS」とした。
2011年-2012年シーズンは、カリフォルニア州、ネバダ州、アリゾナ州、テキサス州、オクラホマ州、コロラド州で27試合を戦った。2012年8月、2012-2013シーズンABAチームとチャリティー試合を行い、その収益は東北地方太平洋沖地震の被災者を支援するために利用されることが、ABAのCEOから発表された。
2013年5月、岡田卓也が3X3男子日本代表のアドバイザリーコーチに就任、5月15日〜16日にカタールのドーハで開催される「FIBA ASIA 3x3男子バスケットボール選手権」に帯同することとなった。

## 選手
- 岡田卓也
- 岩佐潤
- 菅原洋介
- 黒岩元希